# Предраг Радовановић
Предраг Радовановић (Београд, 27. март 1911 — Мелбурн, 1. август 1964) био је југословенски и српски фудбалер.

## Биографија

### Клупска каријера
Поникао је у млађим категоријама БСК Београда. Стандардни првотимац је постао 1930. и имао је значајан допринос у успесима клуба. Освојили су државно првенство 1931. године. Убедљиво су освојили прво место, надмашивши најближег пратиоца ХШК Конкордију за 9 бодова. Познати играчи тог тима били су Милорад Арсенијевић, Александар Тирнанић, Благоје Моша Марјановић, Ђорђе Вујадиновић, Љубиша Ђорђевић, Драгомир Тошић (Предрагов партнер у одбрани тима), све тадашњи водећи играчи националног тима.
Такође је са БСК−ом освојио титуле шампиона Југославије 1933, 1935, 1936. и 1939. године.

### Репрезентација
Девет пута је носио дрес градске селекције Београда. За А тим репрезентације Југославије одиграо је једну утакмицу: 19. априла 1931. против Бугарске (победа 1:0) у Београду за Балкански куп, на којој је био једини дебитант у репрезентацији (гол је постигао Моша Марјановић).
Након завршетка играчке каријере био је тренер у Етиопији и Аустралији. Погинуо је у саобраћајној несрећи 1. августа 1964. у предграђу Мелбурна (Аустралија).

## Успеси
- БСК
  - Првенство Југославије: 1931, 1933, 1935, 1936. и 1939.